# Теорема Декарта
Теорема Декарта, или правило знаков Декарта, — теорема, утверждающая, что число положительных корней многочлена с вещественными коэффициентами равно числу перемен знаков в ряду его коэффициентов или на чётное число меньше этого числа (корни считаются с учётом кратности, нулевые коэффициенты при подсчёте числа перемен знаков не учитываются).
Если известно, что все корни данного многочлена вещественны (как, например, для характеристического многочлена симметрической
матрицы), то теорема Декарта даёт точное число корней. Рассматривая многочлен {\displaystyle f(-x)} можно с помощью этой же теоремы найти число отрицательных корней {\displaystyle f(x)}.

## Доказательство
Обозначим через {\displaystyle N(f)} число положительных корней многочлена {\displaystyle f}, а через {\displaystyle L(f)} — число перемен знака в последовательности его коэффициентов. Очевидно, что эти значения не изменятся, если умножить многочлен на {\displaystyle -1}, поэтому можно считать, что старший коэффициент {\displaystyle f} положителен, не уменьшая общности. Кроме того, если {\displaystyle 0} является корнем многочлена {\displaystyle f} кратности {\displaystyle k}, можно разделить {\displaystyle f} на {\displaystyle x^{k}}, а  {\displaystyle N(f)} и {\displaystyle L(f)} от этого, очевидно, также не изменятся. Вследствие последнего можно считать, что {\displaystyle 0} не является корнем многочлена, то есть свободный член многочлена {\displaystyle f} отличен от нуля.
Докажем последовательно несколько лемм:

### Лемма 1
{\displaystyle N(f)\equiv L(f){\pmod {2}}.}

#### Доказательство
Пусть {\displaystyle a} — свободный член {\displaystyle f}. Тогда {\displaystyle f(0)=a}. Так как по условию старший член {\displaystyle f} положителен, мы можем утверждать, что значение {\displaystyle f(x)>0} при достаточно больших {\displaystyle x}. Если двигаться по числовой прямой вправо, то при прохождении корня многочлена {\displaystyle f} кратности {\displaystyle k} {\displaystyle f(x)} меняет знак на {\displaystyle (-1)^{k}}. Следовательно количество положительных корней с учётом кратности чётно, если {\displaystyle f(0)>0}, и нечётно, если наоборот. Данный признак определяется положительностью или отрицательностью {\displaystyle a}. Также очевидно, что так как старший коэффициент многочлена положителен, чётность {\displaystyle L(f)} так же зависит от положительности свободного члена. Таким образом лемма доказана.

### Лемма 2
{\displaystyle N(f)\leqslant N(f')+1.}

#### Доказательство
По теореме Ролля между любыми двумя корнями многочлена {\displaystyle f} лежит корень его производной. Кроме того, каждый корень кратности {\displaystyle k} многочлена {\displaystyle f} является корнем кратности {\displaystyle k-1} его производной. Отсюда получаем {\displaystyle N(f')\geqslant N(f)-1}. Что и требовалось доказать.

### Лемма 3
{\displaystyle L(f')\leqslant L(f).}

#### Доказательство
Очевидно, что данная характеристика при дифференцировании многочлена не может увеличиться.

### Утверждение
Число отрицательных корней многочлена {\displaystyle f} равно числу положительных корней многочлена {\displaystyle g(x)=(-1)^{n}f(-x)}, где {\displaystyle n=\deg f}.

### Лемма 4
{\displaystyle L(f)+L(g)\leqslant n.}

#### Доказательство
Коэффициенты многочлена {\displaystyle g} получаются из коэффициентов многочлена {\displaystyle f} попеременным умножением на {\displaystyle \pm 1}. Если предположить, что все коэффициенты многочлена {\displaystyle f} отличны от нуля, то на том месте, где в их ряду была перемена знака, в ряду коэффициентов многочлена {\displaystyle g} перемены знака не будет, и наоборот — где не было у {\displaystyle f}, будет у {\displaystyle g}. Поэтому в этом случае сумма чисел перемен знаков в этих многочленах в точности равна {\displaystyle n}. При замене некоторых коэффициентов нулями количество перемен знаков не может увеличиться, следовательно в общем случае имеем {\displaystyle L(f)+L(g)\leqslant n}. Лемма доказана.

### Доказательство теоремы
Докажем неравенство {\displaystyle N(f)\leqslant L(f)} индукцией по {\displaystyle \deg f}. База индукции: при {\displaystyle \deg f=0} верно {\displaystyle N(f)=L(f)=0}. Пусть {\displaystyle \deg f=n>0}. Тогда {\displaystyle \deg f'=n-1}. Пользуясь леммами 2 и 3 и предположением индукции, что {\displaystyle N(f')\leqslant L(f')}, получаем {\displaystyle N(f)\leqslant N(f')+1\leqslant L(f')+1\leqslant L(f)+1}. Однако равенство {\displaystyle N(f)=L(f)+1} невозможно ввиду леммы 1. А так как {\displaystyle N(f)} и {\displaystyle L(f)} являются натуральными числами, мы имеем {\displaystyle N(f)\leqslant L(f)}.
Если же все корни многочлена {\displaystyle f} вещественны, то в силу доказанного неравенства и леммы 4 имеем {\displaystyle n=N(f)+N(g)\leqslant L(f)+L(g)\leqslant n}, откуда по первой части теоремы получаем {\displaystyle N(f)=L(f)} и {\displaystyle N(g)=L(g)}, из чего и следует теорема.

## История
Правило впервые описано Декартом в его труде «Геометрия» (1637).